# Phare de Narva-Jõesuu
Le phare de Narva-Jõesuu (en estonien : Narva-Jõesuu tuletorn) est un phare situé dans la ville de Narva-Jõesuu du Comté de Viru-Est, en Estonie, sur le golfe de Finlande (mer Baltique).
Il est géré par l'Administration maritime estonienne ,.

## Histoire
Un phare fonctionnait déjà ici à l'époque de la domination suédoise de l'Estonie, au 17e siècle. Un deuxième phare en pierre a été construit en 1808 à l'initiative de Leonti Spafariev de l'Amirauté russe. Il a subi des dommages pendant la guerre de Crimée mais a été réparé en 1870 en raison de ses fondations instables. En 1941, il a été complètement détruit. Un nouveau phare a été construit en 1957 avec sa lentille de Fresnel d'origine.

## Description
Le phare est une tour cylindrique en béton armé de 30 mètres de haut, avec galerie et lanterne noire, montée sur une base d'un étage. Il est peint avec des bandes horizontales rouges et blanches. Il émet, à une hauteur focale de 35 mètres, deux éclats blancs toutes les 12 secondes. Sa portée nominale est de 17 milles nautiques (environ 32 km).
Identifiant : ARLHS : EST-036 ; EVA-001 - Amirauté : C-3894 - NGA : 12956 .

## Caractéristique duFeu maritime
Fréquence : 12 secondes (W-W)
- Lumière : 2 secondes
- Obscurité : 3 secondes
- Lumière : 2 secondes
- Obscurité : 5 secondes

|                   |
| Golfe de Finlande |

|          |
| Le phare |

### Lien connexe
- Liste des phares d'Estonie